# گروه اننکه
گروه انَنکه (به انگلیسی: Ananke group)، گروهی از ماه‌های نامنظم مخالف‌گرد مشتری هستند که از مدارهای مشابهی با مدار اننکه پیروی می‌کنند و باور کنونی بر این است که آن‌ها با هم منشأ مشترکی دارند.
محورهای نیم‌قطر بزرگ آن‌ها (فاصله از مشتری) بین ۱۹٫۳ و ۲۲٫۷ گیگامتر، انحراف مداری شان بین ۱۴۵٫۷ درجه تا ۱۵۴٫۸ درجه و خروج از مرکز مداری آن‌ها بین ۰٫۰۲ و ۰٫۲۸ قرار دارد.

این نمودار نشان‌دهندهٔ بزرگترین ماه‌های نامنظم مشتری است. موقعیت گروه اننکه با حضور اننکه در نزدیکی پایین نمودار نشان داده شده‌است. موقعیت جسم در محور افقی نشان‌دهندهٔ فاصلهٔ آن از مشتری‌است. محور عمودی نشان‌دهندهٔ انحراف مداری آن‌است. خروج از مرکز مداری بااستفاده از رنگ زرد نشان داده شده‌است که نشان دهندهٔ حداکثر و حداقل فاصله از مشتری است. حلقه‌ها اندازهٔ شیء را نسبت به دیگران نشان می‌دهند.

اعضای شناخته‌شدهٔ این گروه (از بزرگترین به کوچکترین) عبارتند از:
- اننکه
- پرکسی‌دکه (قمر)
- آیوکسته (قمر)
- هارپلیکه
- تیونه (قمر)
- یوآنته (قمر)

در نام‌گذاریِ ماه‌های این گروه و دیگر گروه‌های مخالف‌گرد توسط اتحادیه بین‌المللی اخترشناسی (آی‌اِ‌یو IAU)، لزوم بودن (e...)، (در فارسی (... ـه)) در پایان نام رعایت شده‌است.